# 密伞天胡荽
密伞天胡荽（学名：Hydrocotyle pseudoconferta）为伞形科天胡荽属下的一个种。

## 扩展阅读
- 維基物種上的相關：密伞天胡荽